# Saturnino López Novoa
Saturnino López Novoa (Sigüenza, Guadalajara; 29 de noviembre de 1830 - Huesca; 12 de marzo de 1905) fue un sacerdote católico, historiador y escritor español, fundador de las Hermanitas de los Ancianos Desamparados. El 8 de julio de 2014 fue declarado venerable por el Papa Francisco.

## Biografía
Estudió latinidad en la colegiata de Berlanga de Duero (Soria) en que su tío Basilio Gil y Bueno era canónigo magistral e ingresó en el Seminario de Sigüenza. Se doctoró en Teología en el Seminario de Toledo. Luego fue vicerrector y profesor de Filosofía del Seminario de Barbastro. Se ordenó sacerdote en 1855 y en Barbastro fue secretario de cámara y gobierno de la diócesis en sede vacante y párroco de término. Su tío fue nombrado obispo de Huesca (1861-1870) y lo acompañó como secretario de cámara; recibió una canonjía el 15 de junio de 1863 y luego la dignidad de chantre de la catedral de Huesca (23-XI-1864); predicó a los seglares y reclusos. La revolución de 1868 hizo que la Junta de Huesca lo desterrara junto con su tío el obispo. Con su propio dispendio y el de su tío se lograron satisfacer económicamente las demandas de la diócesis durante el periodo más agitado y, al volver del destierro, el pueblo los recibió con alborozo. Participó en el Concilio Vaticano I como teólogo consultor y en Roma asistió y confortó a su tío en los últimos momentos de su vida en 1870.
Fundó y redactó estatutos de varias cofradías oscenses: la de Nuestra Señora del Pilar, la del Apóstol Santiago y la de Nuestra Señora de la Agonía en San Pedro el Viejo para asistir a moribundos. En 1871 establece en Huesca una residencia de las Hermanitas de los Pobres, congregación francesa; pero decidió fundar una congregación nueva, las Hermanitas de los Ancianos Desamparados con la ayuda de mosén Pedro Llacera y otros piadosos sacerdotes de Barbastro. La fundó allí el 27 de enero de 1873 junto con la fundadora y primera superiora general, la hoy Santa Teresa de Jesús Jornet e Ibars, y redactó sus estatutos; ese mismo año estableció la casa madre, asilo y noviciado de las Hermanitas de los Ancianos Desamparados en Valencia, con apoyo del arzobispo Mariano Barrio y otros. Actualmente esta congregación cuenta con 210 casas que acogen a 26 000 Ancianos de ambos sexos, preferentemente pobres, (15.300 en España y 10.000 en los restantes países), en 17 Naciones y tres continentes. Fundó asimismo una "Casa de Estudiantes Pobres" dependiente del Seminario de Huesca para que cursasen estudios gratuitos los seminaristas sin recursos y se destacó en la epidemia de cólera  que sufrió Huesca en 1885; sin embargo, rechazó la cruz de la Orden Civil de la Beneficencia que se le ofrecía por ello. En el mismo año pagó el enlosado de mármol de la catedral de Huesca en memoria de su tío. En 1887 estableció con ayuda del magistrado Tomás Burillo y Martín y el propietario Luis de Azara el Instituto de las Siervas de María Ministras de los Enfermos, en Huesca. Murió de neumonía y en 1912 sus restos fueron trasladados a la casa madre de Valencia. En 1974 José Altabella, canónigo del Vaticano, inició la causa de su beatificación; el de canonización fue abierto solemnemente en Valencia el 7 de noviembre de 1998 y clausurado el 2 de abril de 2000; el 29 de noviembre de 2011 se inauguró la casa-museo que habitó en la plaza Lizana de Huesca.

## Obras
Escribió un tratadito sobre Las Hermanitas de los Pobres, unas Lecciones de Oratoria sagrada y un Manual de piedad, entre otras obras.  edificantes. , y un grupo de distinguidos seglares católicos. Pero su obra más notable es una Historia de la muy noble y muy leal ciudad de Barbastro y descripción geográfico-histórica de su Diócesis (Barcelona: Pablo Riera, 1861, 2 vols; reeditada en 1981 por la Sociedad Mercantil y Artesana de Barbastro), tan bien documentada que fue nombrado académico correspondiente de la Historia; asimismo se ha editado recientemente (2009) un caudaloso epistolario.
- Historia de la muy noble y muy leal ciudad de Barbastro y descripción geográfico-histórica de su Diócesis, Barcelona: Pablo Riera, 1861, 2 vols.
- Manual reglamentario é instructivo de la Hermana de la Caridad Heredero de Riera, 1867.
- La Predicación Cristiana: Tratado de oratoria sagrada según el espíritu y la doctrina de San Alfonso Maria de Ligorio, José Iglesias, 1878.
- Exposición de los deberes religiosos: Doctrina razonada y aplicada á las necesidades y circunstancias de la época presente, 1889.
- Cartas, Editorial Agustiniana, 2009.